# 戰地鐘聲 (電影)
《戰地鐘聲》（英語：For Whom the Bell Tolls）是一部1943年的美國戰爭電影，由山姆·伍德執導和監製，主演是加利·谷巴、英格烈·褒曼、阿基姆·坦米羅夫、卡汀娜·帕辛歐和約瑟·卡勒亞。編劇是達德利·尼科爾斯，改編自美國小說作家歐内斯特·海明威的1940年小說《戰地鐘聲》（另譯《喪鐘為誰而鳴》）。本片講述一名美國國際縱隊志願人員Robert Jordan（加利·谷巴 飾演），他在西班牙內戰中打仗對抗法西斯主義者。Jordan在任務要拼命炸毀一座在戰略上很重要的橋樑以保護共和軍軍隊期間，愛上了一名年輕女人（英格烈·褒曼 飾演）。
《戰地鐘聲》是英格烈·褒曼的第一部特藝七彩電影。海明威親自挑選谷巴和褒曼演出角色。本片是1943年最龐大的電影之一，在美國和加拿大的收入為630萬美元。1957年重新上映，又賺了80萬美元。本片還獲得9項奧斯卡金像獎提名，其中贏得一個獎項。

## 演員

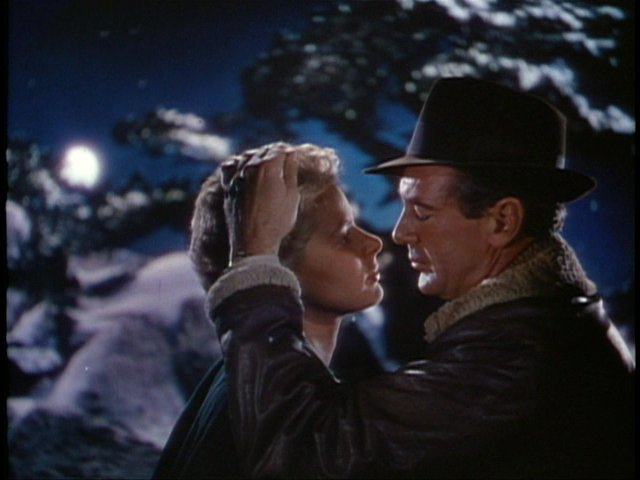
游擊戰士Robert Jordan（加利·谷巴 飾演）與María（英格烈·褒曼 飾演）擁抱。

- 加利·谷巴 飾 Robert Jordan
- 英格烈·褒曼 飾 María
- 阿基姆·坦米羅夫（英语：Akim Tamiroff） 飾 Pablo
- 阿圖羅·德·寇爾多瓦（英语：Arturo de Córdova） 飾 Agustín
- 弗拉基米爾·索科洛夫 飾 Anselmo
- 米哈伊·籟森尼（英语：Mikhail Rasumny） 飾 Rafael
- 福圖尼奧·博納諾瓦（英语：Fortunio Bonanova） 飾 Fernando
- Eric Feldary 飾 Andrés
- 維克多·凡科尼（英语：Victor Varconi） 飾 Primitivo
- 約瑟·卡勒亞（英语：Joseph Calleia） 飾 El Sordo
- Lilo Yarson 飾 Joaquin
- 卡汀娜·帕辛歐 飾 Pilar

## 外部連結
- 美国电影学会目录上的《For Whom the Bell Tolls》（英文）
- 互联网电影数据库（IMDb）上《For Whom the Bell Tolls》的资料（英文）
- AllMovie上《For Whom the Bell Tolls》的资料（英文）
- TCM电影资料库上《For Whom the Bell Tolls》的资料（英文）

### 串流音頻
- Radio adaptation of For Whom The Bell Tolls February 12, 1945 on Lux Radio Theatre; 50 minutes, with the original stars（MP3）